# أجيبوي
أوجيبوا أو تشيبيوا هي إحدى القبائل الهندية الكبيرة في أمريكا الشمالية من عرق ألغونكين، وكانوا يسكنون في المناطق قرب بحيرة هرون.
وشعب الأوجيبوا يدعو نفسه أنيشينابيغ أو العفويين والفرنسيون يسمونهم سولتورز (بالفرنسية: Saulteurs)‏ أي شعب الشلالات حيث التقوا بأول مجموعة في سو سان ماري، والحكايات المتوارثة تقول أنهم رحلوا من منطقة نهر سان لوران مع أوتاوا وبوتاواتومي وشكلت هذه القبائل حلفا دعي بحلف النيران الثلاثة، وعندما التقى بهم الأوروبيون حوالي العام 1640 كانوا يسكنون حول بحيرة سوبيريور وأحاطت بهم قبائل السيو والفوكس من الجنوب والغرب.
في القرن الثامن عشر استطاعوا أن يهزموا القبائل واحتلوا أغلب أرضهم، وكانوا متضامنين مع الفرنسيين ولكنهم حاربوا مع الإنكليز في حرب الاستقلال الأمريكية وحرب 1812 فتمكنوا من تحقيق سلام دائم مع البيض، وانقسمت قبائلهم لعشرة أقسام وهم يعيشون على صيد الحيوانات والسمك.
يملك شعب الوجيبوا العديد من الحكايات والأساطير والتي جمعها هنري سكولكرافت في كتابه ألجيك ريسيرشز علم 1839. ومنه وضع لونغفيلو قصيدته هاياواثا.

## وصلات خارجية
- (بالإنجليزية) المعاهدة بين هنود الأوتاوا، والتشيبيوا، والواياندوت والبوتاواتومي

تحوي هذه المقالة معلومات مترجمة من الطبعة الحادية عشرة لدائرة المعارف البريطانية لسنة 1911 وهي الآن ضمن الملكية العامة.